# Carl Gustaf Hoijst

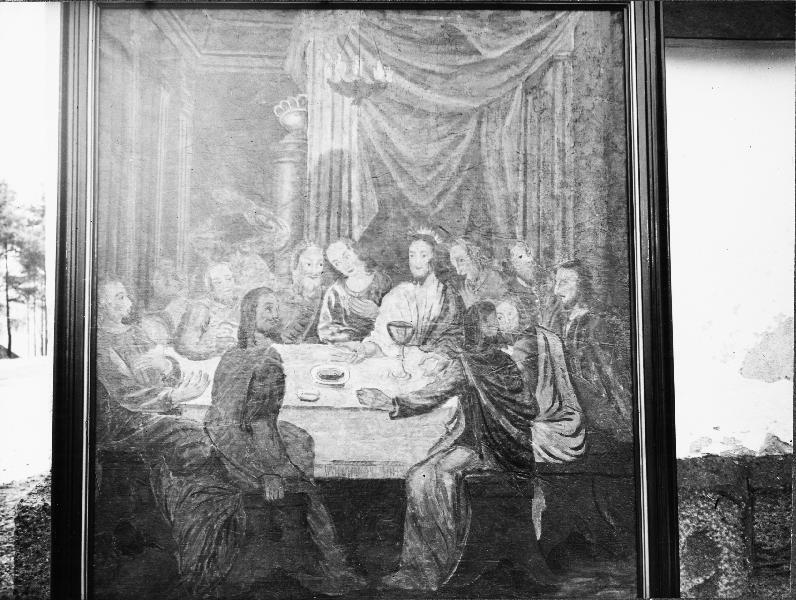
Altartavla i Holmestads kyrka.

Carl Gustaf Hoijst född 27 april 1727 i Vadstena, död okänt år, var en svensk skrå- och kyrkomålare.

## Biografi
Carl Gustaf Hoijst var son till kornetten Ferdinand Hoijst och Ingrid Andersdotter. Hoijst var huvudsakligen verksam under 1700-talets mitt i Västergötland. Han skrevs in som lärling av mästaren Sven Gustafsson Stoltz i Vadstena 1741 och utskrevs som gesäll vid Göteborgs Målareämbete 1750. Hans mest kända verk är takmålningarna i Holmestads kyrka och Fullösa kyrka. Han utförde diverse målningsuppdrag i Tidavads kyrka 1757 dessutom lär han på 1750-talet utfört en takdekoration i Kinne-Vedums kyrka.